# Mike D
Michael Louis Diamond (20 de novembro de 1965), mais conhecido como Mike D, é um rapper americano e membro fundador do grupo de hip hop Beastie Boys. Diamond faz rap, canta e toca bateria. Ele produziu remixes para Moby e Björk.